# Regress (Logik)
Regress bezeichnet in der traditionellen Logik den Rückgang, das Rückschreiten des Denkens vom Bedingten auf die Bedingung, von der Wirkung auf die Ursache und vom Besonderen zum Allgemeinen. In der Argumentationstheorie bzw. Logik und in der Mathematik steht der infinite Regress im Vordergrund.
Es wird unterschieden in einen
- regressus in infinitum (regressus ad infinitum; infiniter Regress), also das Rückschreiten ins Unendliche in einer unendlichen Reihe;
- regressus in finitum, also das Rückschreiten in einer endlichen Reihe; und einen
- regressus in indefinitum, also das Rückschreiten in einer Reihe, die an beliebiger Stelle abgebrochen werden kann.